# جوایز گلدن جوی‌استیک
جایزه اهرمک طلایی که با نام جایزه گیمینگ مردمی هم شناخته می‌شود، یک مراسم جایزه مربوط به بازی‌های ویدئویی است که به بهترین بازی‌های ویدئویی سال بر اساس رأی مردمی در وبگاهی برخط جایزه می‌دهد. این جایزه پس از جایزه آرکید دومین جایزه قدیمی صنعت بازی‌های ویدئویی است. در ابتدا این جایزه فقط روی بازی‌های کامپیوتری متمرکز بود، اما بعداً با توجه به موفقیت کنسول‌های بازی مثل سگا مستر سیستم و سگا مگا درایو در انگلستان، بازی‌های کنسولی را هم دربر گرفت. این جایزه با داشتن بیش از نه میلیون رأی در سال ۲۰۱۴ به‌عنوان بزرگ‌ترین مراسم جایزه بازی‌های ویدئویی در آن سال شناخته شد.

## برندگان

### ۲۰۲۲
مراسم ۲۰۲۲ در ۲۲ نوامبر ۲۰۲۲ برگزار شد.
| جایزه                                | برنده                                       |
| ------------------------------------ | ------------------------------------------- |
| بهترین روایت داستان                  | افق غرب ممنوعه                              |
| بهترین بازی چند نفره                 | الدن رینگ                                   |
| بهترین طراحی بصری                    | الدن رینگ                                   |
| بهترین بسته الحاقی                   | Cuphead: The Delicious Last Course          |
| بهترین طراحی صدا                     | فلز: هلسینگر                                |
| بهترین بازی مستقل                    | فرقه بره                                    |
| بهترین راه اندازی با دسترسی زودهنگام | اسلیم رنچر ۲                                |
| بهترین بازی که هنوز تجربه می‌شود      | گنشین ایمپکت                                |
| بهترین انجمن بازی                    | فاینال فانتزی ۱۴ (بازی ویدئویی ۲۰۱۳)        |
| استودیوی سال                         | فرام سافتور                                 |
| بهترین مجری                          | Manon Gage در نقش Marissa Marcel (جاودانگی) |
| جایزه پیشرفت                         | بازماندگان خون آشام                         |
| بازی سال PC                          | بازگشت به جزیره میمون ها                    |
| بهترین سخت افزار بازی                | استیم دک                                    |
| بهترین بازی سال پلی استیشن           | استری                                       |
| بهترین بازی سال ایکس‌باکس             | گراندد                                      |
| بهترین بازی سال نینتندو              | افسانه های پوکمون: آرسیوس                   |
| بهترین تریلر بازی                    | شبیه‌ساز بز 3 تریلر زمان عرضه                |
| جایزه تحت تعقیب                      | افسانه زلدا: اشک پادشاهی                    |
| جایزه برگزیده منتقدان                | الدن رینگ                                   |
| بهترین بازی سال                      | الدن رینگ                                   |

### ۲۰۲۳
مراسم در سال ۲۰۲۳ در هتل رویال لنکستر در ۱۰ نوامبر ۲۰۲۳ برگزار شد و توسط تروی بیکر میزبانی شد.
| جایزه                      | برنده                                               |
| -------------------------- | --------------------------------------------------- |
| بهترین روایت داستان        | بالدورز گیت ۳ (لاریان استودیوز)                     |
| بهترین بازی چندنفره        | مورتال کامبت ۱ (سرگرمی تعاملی برادران وارنر)        |
| بهترین طراحی بصری          | بالدورز گیت ۳ (لاریان استودیوز)                     |
| بهترین افزونه بازی         | سایبرپانک ۲۰۷۷: فنتم لیبرتی (سی‌دی پراجکت)           |
| بهترین صدا                 | فاینال فانتزی ۱۶ (اسکوئر انیکس)                     |
| بهترین بازی مستقل          | Sea of Stars (Sabotage Studio)                      |
| بهترین بازی واقعیت مجازی   | هورایزن آوای کوه (سونی اینتراکتیو انترتینمنت)       |
| بهترین بازی استریم         | ولورنت (رایت گیمز)                                  |
| جایزه همچنان در حال بازی   | آسمان هیچ‌کس (هلو گیمز)                              |
| بهترین جامعه بازی          | بالدورز گیت ۳ (لاریان استودیوز)                     |
| استودیوی سال               | لاریان استودیوز                                     |
| بهترین بازیگر نقش اصلی     | بن استار به عنوان Clive Rosfield (فاینال فانتزی ۱۶) |
| بهترین بازیگر نقش مکمل     | Neil Newbon به عنوان Astarion (بالدورز گیت ۳)       |
| جایزه شگفتی‌ساز سال         | Cocoon (آناپورنا اینتراکتیو)                        |
| بازی سال در کامپیوتر       | بالدورز گیت ۳ (لاریان استودیوز)                     |
| بهترین سخت‌افزار بازی       | پلی‌استیشن وی‌آر۲                                     |
| بازی سال پلی‌استیشن         | رزیدنت ایول ۴ (کپ‌کام)                               |
| بازی سال ایکس‌باکس          | استارفیلد (بتزدا سافت‌ورکز)                          |
| بازی سال نینتندو           | افسانه زلدا: اشک پادشاهی (نینتندو)                  |
| بهترین تریلر بازی          | سایبرپانک ۲۰۷۷: فنتم لیبرتی (سی‌دی پراجکت)           |
| محبوب‌ترین بازی مورد انتظار | فاینال فانتزی ۱۶ (اسکوئر انیکس)                     |
| انتخاب منتقدان             | آلن ویک ۲ (اپیک گیمز)                               |
| بازی سال نهایی             | بالدورز گیت ۳ (لاریان استودیوز)                     |

### ۲۰۲۴
مراسم در سال ۲۰۲۴ در De Vere Grand Connaught Rooms در ۲۱ نوامبر ۲۰۲۴ برگزار شد و توسط بن استار میزبانی شد.
| جایزه                                             | برنده                                                    |
| ------------------------------------------------- | -------------------------------------------------------- |
| بهترین روایت داستان                               | تولد دوباره فاینال فانتزی ۷ (اسکوئر انیکس)               |
| بهترین طراحی بصری                                 | افسانه سیاه: ووکونگ (گیم ساینس)                          |
| بهترین بازی چندنفره                               | هل دایورز ۲ (استودیوی آروهد گیمز)                        |
| بهترین طراحی صدا                                  | آسترو بات (سونی اینتراکتیو انترتینمنت)                   |
| بهترین افزونه بازی                                | الدن رینگ: سایه اردتری (فرام سافتور)                     |
| بهترین بازی مستقل انتشاریافته توسط استودیو سازنده | گنج خرچنگ دیگر (Aggro Crab)                              |
| بهترین بازی مستقل                                 | بالاترو (LocalThunk)                                     |
| استودیوی سال                                      | تیم آسوبی                                                |
| بهترین موسیقی متن                                 | تولد دوباره فاینال فانتزی ۷ (اسکوئر انیکس)               |
| بهترین تریلر بازی                                 | هل دایورز ۲ (استودیوی آروهد گیمز)                        |
| بهترین بازی در دسترسی اولیه                       | Lethal Company (Zeekerss)                                |
| جایزه همچنان در حال بازی (موبایل)                 | Honkai: Star Rail (می‌هویو)                               |
| جایزه همچنان در حال بازی (کامپیوتر و کنسول)       | ماینکرفت (موجانگ استودیوز)                               |
| انتخاب استریمرها                                  | Chained Together (Anegar Games)                          |
| جایزه شگفتی‌ساز سال                                | بالاترو (LocalThunk)                                     |
| بهترین سخت‌افزار بازی                              | استیم دک اولد (ولو)                                      |
| بهترین اقتباس بازی                                | فال‌آوت                                                   |
| بهترین بازیگر نقش مکمل                            | بریانا وایت (تولد دوباره فاینال فانتزی ۷ به عنوان آریث)  |
| بهترین بازیگر نقش اصلی                            | کودی کریستین (تولد دوباره فاینال فانتزی ۷ به عنوان کلود) |
| بازی سال در کامپیوتر                              | ستیس‌فکتوری (کافی استین استودیوز)                         |
| بازی سال در کنسول                                 | هل دایورز ۲ (استودیوی آروهد گیمز)                        |
| انتخاب منتقدان                                    | هل دایورز ۲ (استودیوی آروهد گیمز)                        |
| محبوب‌ترین بازی مورد انتظار                        | جی‌تی‌ای ۶ (راک‌استار گیمز)                                 |
| بازی سال نهایی                                    | افسانه سیاه: ووکونگ (گیم ساینس)                          |